# Andrés Fernández
Andrés Eduardo Fernández Moreno (ur. 17 grudnia 1986 w Murcji) – hiszpański piłkarz występujący na pozycji bramkarza w hiszpańskim klubie Villarreal CF.

## Kariera klubowa
Swoją karierę piłkarską Fernández rozpoczynał w juniorach klubów Real Murcia i CD Tenerife. Następnie został zawodnikiem RCD Mallorca. W latach 2005–2007 występował w rezerwach tego klubu w Tercera División.
W 2007 roku Fernández został zawodnikiem Osasuny. Początkowo stał się zawodnikiem rezerw tego klubu występujących w Segunda División B. Jednak 21 października 2007 zadebiutował w Primera División w przegranym 0:2 wyjazdowym meczu z UD Almería, gdy w 50. minucie meczu zmienił w bramce Juana Elíę, który został ukarany czerwoną kartką. W sezonie 2010/2011 był wypożyczony do drugoligowego klubu SD Huesca. W 2011 roku wrócił do Osasuny i w sezonie 2011/2012 stał się jej podstawowym bramkarzem.
W 2014 roku Fernández przeszedł do FC Porto.

## Statystyki kariery
(aktualne na dzień 21 maja 2019)
| Klub               | Sezon              | Liga               | Liga  | Liga   | Puchar kraju | Puchar kraju | Puchar ligi | Puchar ligi | Europa | Europa | Suma  | Suma   |
| Klub               | Sezon              | Liga               | Mecze | Bramki | Mecze        | Bramki       | Mecze       | Bramki      | Mecze  | Bramki | Mecze | Bramki |
| ------------------ | ------------------ | ------------------ | ----- | ------ | ------------ | ------------ | ----------- | ----------- | ------ | ------ | ----- | ------ |
| Mallorca B         | 2006/07            | Tercera División   | 25    | 0      | –            | –            | –           | –           | –      | –      | 25    | 0      |
| CA Osasuna         | 2007/08            | Primera División   | 1     | 0      | 0            | 0            | –           | –           | –      | –      | 1     | 0      |
| Osasuna B          | 2007/08            | Segunda División B | 35    | 0      | –            | –            | –           | –           | –      | –      | 35    | 0      |
| Osasuna B          | 2008/09            | Segunda División B | 33    | 0      | –            | –            | –           | –           | –      | –      | 33    | 0      |
| Osasuna B          | 2009/10            | Segunda División B | 13    | 0      | –            | –            | –           | –           | –      | –      | 13    | 0      |
| SD Huesca (wyp.)   | 2010/11            | Segunda División   | 31    | 0      | 2            | 0            | –           | –           | –      | –      | 33    | 0      |
| CA Osasuna         | 2011/12            | Primera División   | 38    | 0      | 0            | 0            | –           | –           | –      | –      | 38    | 0      |
| CA Osasuna         | 2012/13            | Primera División   | 37    | 0      | 1            | 0            | –           | –           | –      | –      | 38    | 0      |
| CA Osasuna         | 2013/14            | Primera División   | 37    | 0      | 1            | 0            | –           | –           | –      | –      | 38    | 0      |
| FC Porto           | 2014/15            | Primeira Liga      | 1     | 0      | 0            | 0            | 1           | 0           | 1      | 0      | 3     | 0      |
| Granada CF (wyp.)  | 2015/16            | Primera División   | 37    | 0      | 0            | 0            | –           | –           | –      | –      | 37    | 0      |
| Villarreal CF      | 2016/17            | Primera División   | 15    | 0      | 0            | 0            | –           | –           | 5      | 0      | 20    | 0      |
| Villarreal CF      | 2017/18            | Primera División   | 3     | 0      | 0            | 0            | –           | –           | 0      | 0      | 3     | 0      |
| Villarreal CF      | 2018/19            | Primera División   | 7     | 0      | 4            | 0            | –           | –           | 12     | 0      | 23    | 0      |
| Ogólnie w karierze | Ogólnie w karierze | Ogólnie w karierze | 313   | 0      | 8            | 0            | 1           | 0           | 18     | 0      | 340   | 0      |